# 洛古乡 (新龙县)
洛古乡，是中华人民共和国四川省甘孜藏族自治州新龙县下辖的一个乡镇级行政单位。

## 行政区划
洛古乡下辖以下地区：
东风村、亚所村、然布村、日古村、杜勒村、泽科村和布则村。